# Microsoft Entertainment Pack
O Windows Entertainment Pack (WEP) original é uma coleção de jogos de computador de 16 bits para Windows.
Muitos destes jogos, que eram compatíveis até com Windows XP, foram mais tarde relançados no Best of Microsoft Entertainment Pack.
Os jogos são:

## Microsoft Entertainment Pack 1
- Cruel
- Golf
- Minesweeper
- Pegged
- Taipei
- Tetris
- TicTactics
- IdleWild

## Microsoft Entertainment Pack 2
- FreeCell
- Jigsawed
- Pipe Dream
- Rattler Race
- Rodent's Revenge
- Stones
- Tut's Tomb
- IdleWild

## Microsoft Entertainment Pack 3
- Fuji Golf
- Klotski
- Life Genesis
- SkiFree
- Tetravex
- TriPeaks
- WordZap
- IdleWild

## Microsoft Entertainment Pack 4
- Chess
- Chip's Challenge
- Dr. Black Jack
- Go Figure!
- JezzBall
- Maxwell's Maniac
- Tic Tac Drop